# Филип Христић
Филип Христић (Београд, 15/27. март 1819 — Ментон, Француска, 29. јануар/11. фебруар 1905) био је српски политичар и дипломата. Христић је био кнежевски представник тј. председник 17. владе Србије, министар иностраних дела, министар просвете, гувернер Народне банке, стални амбасадор Србије у Цариграду, Бечу, Берлину и Лондону, почасни члан Српске краљевске академије.

## Породица, детињство и младост
Филип Христић син је Карађорђевог бимбаше Христе Ђорђевића родом из Самокова у Шоплуку (данас Бугарска), родоначелника Христића. Христин брат је бимбаша Величко Ђорђевић, родоначелник београдске породице Величковић. Пошто је рано остао без оца, одрастао је у сиромаштву. Био је познат пре одласка на студије у Беч, као син Катарине сиромашне удове трговачке.
Филип Христић је био усвојеник, односно живео је и школовао се код српског митрополита Мелентија Павловића, који је, иначе био брат од стрица господара Томе Вучића Перишића. Школовање је наставио као дружбеник „младих бегова”, синова кнеза Милоша Обреновића, Милана и Михаила. Похађао је гимназију у Крагујевцу, пре њеног пресељења у Београд. У Београду је завршио Лицеј 1836, да би школовање наставио као државни питомац у иностранству у Бечу и Паризу, где је на Сорбони докторирао право. Спада у ред првих „Паризлија” младих српских интелектуалаца, који су се школовали у иностранству. Њега и Димитрија Црнобарца је 1840. године као најспособније и најблагонадеждније студенте права из Беча одвео у Француску, Јован Мариновић секретар кнежев.
Филип Христић се оженио Даницом Хаџи-Тома кћерком београдског велетрговца и милионера Хаџи-Томе (Опулоса), пореклом Грка, родоначелника политички утицајне породице Хаџи-Тома (Хаџи-Томић, Хаџи-Томини) и Јелене, кћерке Хаџи-Брзака. Пашенози Филипа Христића били су Јован Ристић, једини намесник и кнежевског и краљевског достојанства у историји Србије, председник министарског савета, министар иностраних послова, Радивоје Милојковић, министар унутрашњих послова и генерал Антоније М. Богићевић, министар војни, унук јадранског војводе Антонија Богићевића и близак рођак Обреновића, ујак у другом колену краља Милана.

## Државна служба
У државној управи се, при крају владавине Александра Карађорђевића, запослио као комесар Дунавске комисије. Постао је и члан Савета. По повратку Милоша Обреновића на власт, постао је његов лични секретар (1858—1860).
Под кнезом Михаилом је председник владе и министар иностраних дела од 27. октобра 1860. до 9. децембра 1861. године. Био је то покушај измирења странака. У време Христићеве владе донети су основни закони Михаилове владавине, а на Преображенској скупштини. Крајем 1861. кнез Михаило се одлучује за конзервативну политику и замењује Христићеву владу Гарашаниновом, а Христић је враћен у Савет.
После турског бомбардовања градова 1862. године послат је, заједно са књегињом Јулијом, у мисију у Лондон да објасни политички положај Србије и српске захтеве. Посланик је Србије у Цариграду од 1871. године до 1873. године. Министар просвете је у Мариновићевој влади од 22. октобра 1873. до 25. новембра 1874. године. После првог српско-турског рата 1877. године је делегат Србије за закључење мира. Посланик је Србије у Цариграду, Бечу и Лондону од 1878. до 1883. године. Гувернер је Народне банке Краљевине Србије од 1885. до 1890. године. Указом краља Александра Обреновића марта 1903. године постаје доживотни сенатор Краљевине Србије.
Редован је члан Друштва српске словесности од јануара 1846. године. Члан је Српског ученог друштва од 29. јула 1864. године. Почасни је члан Српске краљевске академије од 10. фебруара 1892. године. Остало је упамћено да он као српски дипломата, у своје време, први у Београду почео носити цилиндар пепељаве боје на глави.
Син Филипа Христића Милан Христић био је секретар посланства Краљевине Србије у Цариграду, a праунук је Јован Христић, генерални конзул. Милан Христић је у првом браку са Артемизом Јоанидес, Гркињом из Цариграда имао троје деце. У другом браку оженио се пољском племкињом Добјецком, и живео је и умро у замку Циановице поред Кракова.
Бивша снаха Филипа Христића Артемиза Христић, рођ. Јоанидес, мајка је ванбрачног сина краља Милана Обреновића, Ђорђа, који је био усвојеник грофа Зичија. Ђорђе је у једном тренутку, након смрти његовог брата по оцу краља Александра Обреновића показао претензије на српски престо.